# Гимн партии большевиков
«Гимн партии большевиков» — песня с музыкой А. В. Александрова на стихи В. И. Лебедева-Кумача, написанная в 1938 году. В 30-е — 50-е годы XX века — неофициальный гимн Всесоюзной Коммунистической партии (большевиков).
Мелодия этого гимна так же является мелодией Государственного гимна Советского Союза, а также Государственного гимна Российской Федерации с 2000 года.

## История
Прообраз мелодии «Гимна партии большевиков» содержится в песне «Жить стало лучше, жить стало веселее» на стихи В. И. Лебедева-Кумача, написанной в 1936 году, которая появилась вскоре после выступления Сталина на I Всесоюзном совещании стахановцев 17 ноября 1935 г., когда фраза вождя «Жить стало лучше, жить стало веселее» приобрела широкую известность и стала крылатой.
В 1938 г. А. В. Александров и В. И. Лебедев-Кумач написали «Песню о партии» в темпе походного марша. По рекомендации Сталина, вскоре была подготовлена новая аранжировка песни в темпе торжественного гимна к XVIII съезду Всесоюзной Коммунистической партии (большевиков), прошедшему 10—21 марта 1939 г. Песня получила название «Гимн партии большевиков».
Хотя согласно уставу партии официальным партийным гимном ВКП(б) оставался «Интернационал», «Гимн партии большевиков» получил широкое распространение, часто исполнялся по радио и фактически превратился в неофициальный гимн ВКП(б). Именно мелодия «Гимна партии большевиков» легла в основу нового государственного Гимна Советского Союза (утверждён в 1943 г.), который в переработанном виде стал Гимном Российской Федерации. По воспоминанию Д. Шостаковича,

Александров, задыхаясь от восхищения и истекая слюной в предвкушении верного гонорара, поведал мне, как Сталин «выбрал» песню из числа других. Хор Красной армии под руководством Александрова впервые спел её на одном официальном концерте. Это было до войны. В антракте Александрова пригласили в ложу Сталина, и вождь велел исполнить песню ещё раз в конце концерта, для него лично. Позже её назвали «Песней о Партии», и Александров со своим ансамблем исполнял её в ритме марша. Сталин распорядился петь в более медленном темпе, как гимн. Прослушав, он назвал её «песней-линкором», и дал ей новое название: с того момента она назвалась «Гимном Партии большевиков».
После переименования партии ВКП(б) в КПСС в 1952 г. и последовавшей за XX партийным съездом 1956 г. десталинизации «Гимн партии большевиков» практически перестал использоваться и был предан забвению.
В современной России партия «Коммунисты России» провозгласила «Гимн партии большевиков» своим партийным гимном и закрепила соответствующее решение в уставе партии в декабре 2016 года.

## Текст
Текст песни состоит из четырёх куплетов и припева. Ниже приводятся полный текст с припевом:
Страны небывалой свободные дети,

Сегодня мы гордую песню поём

О партии самой могучей на свете,

О самом большом человеке своём.

Припев:

Славой овеяна, волею спаяна,

Крепни и здравствуй во веки веков!

Партия Ленина, партия Сталина —

Мудрая партия большевиков!

Страну Октября создала на земле ты

Могучую Родину вольных людей.

Стоит как утёс государство Советов

Рождённое силой и правдой твоей.

 Припев.

Изменников подлых гнилую породу

Ты грозно сметаешь с пути своего.

Ты гордость народа, ты мудрость народа,

Ты сердце народа и совесть его.

 Припев.

И Маркса и Энгельса пламенный гений

Предвидел коммуны грядущий восход.

Дорогу к коммуне наметил нам Ленин

И Сталин великий по ней нас ведёт.

 Припев.
В тексте упоминаются Советская Родина и государство, говорится о мудрости народа, отдаётся дань гению классиков марксизма-ленинизма: упоминаются Карл Маркс и Фридрих Энгельс, Владимир Ленин, а также являвшийся тогда Генеральным секретарём ЦК КПСС Иосиф Сталин. Припев исполняется после каждого куплета.